# 달래 (영화)
"달래"(Dalrae)는 한국에서 제작된 강대진 감독의 1974년 영화이다. 백일섭 등이 주연으로 출연하였고 곽정환 등이 제작에 참여하였다.

## 출연

### 주연
- 백일섭
- 신일룡
- 고은아